# Aretha Arrives
Aretha Arrives è un album della cantante soul statunitense Aretha Franklin, pubblicato nel 1967 dalla Atlantic Records.

## Tracce
1. (I Can't Get No) Satisfaction (Mick Jagger, Keith Richards)
2. You Are My Sunshine (Jimmie Davis, Charles Mitchell)
3. Never Let Me Go (Joseph Wade Scott)
4. 96 Tears (Rudy Martinez)
5. Prove It (Randy Evretts, Horace Ott)
6. Night Life (Willie Nelson, Walt Breeland, Paul Buskirk)
7. That's Life (Dean Kay, Kelly Gordon)
8. I Wonder (Cecil Gant, Raymond Leveen)
9. Ain't Nobody (Gonna Turn Me Around) (Carolyn Franklin)
10. Going Down Slow (Traditional)
11. Baby I Love You (Ronnie Shannon)